# Владимир Димитров
Владимир Димитров (болг. Владимир Иванов Димитров; нар. 11 квітня 1968) — болгарський шахіст, гросмейстер від 1993 року.

## Шахова кар'єра
У 1989 і 1992 роках у складі національної збірної взяв участь у командних чемпіонатах Європи, а в 1994 і 1996 роках — у шахових олімпіадах. Неодноразово брав участь у фіналі чемпіонату Болгарії, здобувши 2006 року в Свиленграді бронзову медаль.
Досягнув низки успіхів на міжнародних турнірах, зокрема відносяться:
- поділив 2-ге місце в Старій Загорі (1990, зональний турнір, група А, позаду Любомира Фтачника, разом з Кірілом Георгієв),
- поділив 1-ше місце в Мондарісі (1994, разом з Георгієм Георгадзе),
- поділив 2-ге місце в Еленіте (1994, турнір B, позаду Атанаса Колева, разом з Олександром Береловичем),
- поділив 2-ге місце в Таррасі (1996, разом з Кареном Мовсесяном, Амадором Родрігесом, Хесусом Ногерасом, Давідом Гарсією Ілудайном і Оскаром де ла Рівою Агуадо),
- поділив 1-ше місце на відкритому чемпіонаті Парижа (2000, разом із, зокрема, Ігорем Глеком, Станіславом Савченком, Жоелем Лотьє, Зігурдсом Ланкою, Андрієм Щекачовим і Младеном Палацом),
- поділив 1-ше місце в Маріні (2001, разом з Йорданом Івановим),
- посів 1-ше місце в Вуковарі (2001),
- поділив 2-ге місце в Камбадосі (2001, позаду Азера Мірзоєва, разом із, зокрема, Родні Пересом),
- поділив 1-ше місце в Боровці (2002, разом з Євгенієм Єрменковим і Александром Делчевим),
- поділив 2-ге місце в Марині (2005, позаду Ольдена Ернандеса, разом з Марьюсом Манолаке і Владіміром Петковим),
- поділив 1-ше місце в Софії (2006, разом із зокрема, Грігором Грігоровим),
- поділив 1-ше місце в Камбадосі (2006, разом з Марьюсом Манолаке і Валентином Йотовим),
- поділив 2-ге місце в Оренсе (2007, позаду Віталіса Самолінса, разом з Роєм Рейналдо Кастінейрою і Марьюсом Манолаке),
- поділив 1-ше місце в Ортігейрі (2007, разом з Ілмарсом Старостітсом).

Найвищий рейтинг Ело в кар'єрі мав станом на 1 липня 1996 року, досягнувши 2530 очок займав тоді 4-те місце серед болгарських шахістів.

## Зміни рейтингу
| На цьому місці має відображатися графік чи діаграма, однак з технічних причин його відображення наразі вимкнено. Будь ласка, не видаляйте код, який викликає це повідомлення. Розробники вже працюють для того, щоби відновити штатне функціонування цього графіка або діаграми. | |
| | На цьому місці має відображатися графік чи діаграма, однак з технічних причин його відображення наразі вимкнено. Будь ласка, не видаляйте код, який викликає це повідомлення. Розробники вже працюють для того, щоби відновити штатне функціонування цього графіка або діаграми. |